# Rad´ky
Rad´ky (ukr. Радьки) – wieś na Ukrainie, w obwodzie połtawskim, w rejonie łubieńskim. W 2001 liczyła 151 mieszkańców, spośród których 150 wskazało jako ojczysty język ukraiński, a 1 rosyjski.